# Matfors
Matfors is een plaats in de gemeente Sundsvall in het landschap Medelpad en de provincie Västernorrlands län in Zweden. De plaats heeft 3239 inwoners (2005) en een oppervlakte van 322 hectare. De plaats ligt aan de Europese weg 14, circa 15 kilometer ten westen van de stad Sundsvall. Door de plaats stroomt de rivier de Ljungan.